# 8 (låt)
8 är en låt framförd av den amerikanska sångerskan Billie Eilish. Låten skrevs av Eilish och hennes bror Finneas O'Connell. Den återfinns på albumet When We All Fall Asleep, Where Do We Go?. Det är den enda låten på albumet där Eilish spelar ukulele.
Låten har streamats över 234 miljoner gånger på Spotify.
Låten laddades upp på YouTube den 28 mars 2019 och hade visats över 21 miljoner gånger den 13 december 2021.